# SAS Queen Modjadji (S103)
Le SAS Queen Modjadji (S103) est un des quatre sous-marins d'attaque de type 209-1400 de la Marine sud-africaine construit en Allemagne de l'Ouest par les chantiers Howaldtswerke à Kiel.